# دستور شاهی فی حکایت پادشاهی
کتاب دُستور شاهی فی حکایت پادشاهی یا مرزبان‌نامهٔ شیخ اوغلو ترجمه‌ای به زبان ترکی قدیم آناتولی است که مصطفی شیخ‌اوغلو آن را بر اساس مرزبان‌نامه وراوینی به رشتهٔ تحریر آورد. ترجمهٔ ترکی مرزبان‌نامه اثری مهم و ارزشمند در ادبیات ترکی است و از معدود آثار به گویش آناتولی است که امروزه به جای مانده‌است. بعدها شهاب‌الدین بن عربشاه ترجمه‌ای آزاد به عربی، از روی اثر شیخ‌اوغلو نوشت که فاکهه الخلفا و مفاکهه الظرفا نام دارد.
شیخ اوغلو در بیلیک گرمیان در آناتولی بزرگ شد و این کتاب را به سلیمان بیگ بن محمد، شاه گرمیان، تقدیم کرد. کتاب ۱۰ فصل دارد که ۹ فصل نخست آن مطابق مرزبان‌نامه وراوینی است و دهمین فصل مختص به این نسخه می‌باشد و ترجمه نیست. از آنجا تا پیش از قرن پانزدهم میلادی میان زبان رسمی و محاوره ترکی آناتولی فرق چندانی نبود، این کتاب که در قرن چهاردهم نوشته شده، بسیار ساده‌تر از نسخه‌های فارسی است و از عبارات طویل و پیچیده عربی و فارسی بهره نمی‌برد و در آن تمرکز بر محتوای تعلیمی است.
شیخ اوغلو انگیزه‌های خود از ترجمهٔ این کتاب به ترکی آناتولی را در مقدمه‌اش نوشته‌است. او می‌گوید دلیل انتخاب مرزبان‌نامه تعلیمات و حکمت‌های آموزنده‌ای بوده که در مقایسه با کتاب قدیمی‌تر کلیله و دمنه مفیدترست. او همچنین گفته‌است که نمی‌خواست پادشاهان از این کتاب محروم شوند و چون درک آن سخت بود، ترجمه‌اش نمود تا همگان از آن بهره برند.
رسول اوزوشار ترجمهٔ مرزبان‌نامهٔ شیخ‌اوغلو را بار دیگر به ترکی استامبولی برگردان کرد و با متن ترکی آناتولی انطباق و مقایسه نمود. هدف او از این کار شناخت دقیق‌تر ویژگی‌های زبانی این اثر بوده‌است.

## نسخ خطی
یکی از دو نسخه باقی مانده از ترجمه مرزبان نامه به ترکی، اثر شیخ اوغلو، نسخه موجود در کتابخانه آثار اسلامی دانشگاه ورشو بود که در آتش‌سوزی سال ۱۹۴۴ سوخت و نسخه دیگر این اثر در کتابخانه دولتی برلین نگهداری می‌شود. در مقدمه و باب اول و پنجم این نسخه نقص‌هایی وجود دارد. زینب کورکماز در سال ۱۹۷۳ میلادی، بر اساس نسخه برلینی از ترجمه شیخ اوغلو، نسخه‌ای را به صورت عمومی منتشر کرد.
پس از سال‌ها، نسخهٔ سومی از این کتاب در کتابخانهٔ دانشگاه قازان در روسیه کشف شد. این نسخه تقریباً کامل است گرچه برخی داستان‌های فصل یک و پنج را از دست داده. در آن از خط نسخ استفاده شده و علائم نگارشی ندارد. تعداد برگ‌هایش ۱۳۳ و در سایز ۱۹۵*۱۳۰ است. در هر برگ آن ۱۳ خط جای گرفته و سال ۹۷۴ هجری (۱۵۶۶ میلادی) روی آن درج شده‌است.